# Asilus saulcyi
Asilus saulcyi là một loài ruồi trong họ Asilidae. Asilus saulcyi được Macquart miêu tả năm 1838. Loài này phân bố ở vùng Cổ Bắc giới.